# Малые Скурихины
 Малые Скурихины  — опустевшая деревня в Орловском районе Кировской области. Входит в состав Орловского сельского поселения.

## География
Расположена на расстоянии примерно 16 км по прямой на запад от райцентра города Орлова.

## История
Известна с 1802 года как починок Калямовский с 28 дворами. В 1873 году здесь (деревня Скурихинская) дворов 44 и жителей 180, в 1905 (выселок из починка Колямовского или Малые Скурихины) 27 и 197, в 1926 (деревня Малые Скурихины или Кончана, Концы, Волчье Гнездо) 35 и 192, в 1950 35 и 114, в 1989 16 жителей. Настоящее название утвердилось с 1939 года. С 2006 по 2011 год входила в состав Подгороднего сельского поселения.

## Население
Постоянное население составляло 7 человек (русские 100%) в 2002 году, 0 в 2010.